# 季維奇基
50°4′55″N 31°16′49″E / 50.08194°N 31.28028°E
迪維奇基（烏克蘭語：Дівички）是位於烏克蘭北部的村莊，由基辅州鲍里斯皮尔区的迪維奇基市鎮負責管轄。該村面積6.23平方公里，海拔高度90米，2001年人口2,091，人口密度每平方公里335.6人。